# بیا با پانچو ویا برویم
بیا با پانچو ویا برویم (اسپانیایی: Vámonos con Pancho Villa‎) فیلمی به کارگردانی فرناندو د فوئنتس محصول سال ۱۹۳۶ سینمای مکزیک است که آخرین فیلم از سه‌گانه انقلاب او به شمار می‌رود.
این فیلم پرخرج در اکران شکست خورد و باعث ورشکستگی کمپانی تهیه‌کننده شد اما با ترسیم چهره‌ای نامعمول و ضد حماسی از پانچو ویا و نمایش عریان خشونت انقلاب مکزیک سرآغاز عصر طلایی سینمای مکزیک و از مهمترین آثار تاریخ سینمای آن کشور محسوب می‌شود.